# Bătălia din Pădurea Teutoburgică
Bătălia din Pădurea Teutoburgică (regiunea muntoasă „Pădurea Teutoburgică”), sau „bătălia lui Varus”, a fost denumită de istoricii romani clades Variana - Dezastrul Varian - și Varusschlacht de către germani. Bătălia a avut loc între triburile germanice și romani în septembrie anul 9 e.n., probabil (locul exact este disputat) în regiunea lanțului muntos Pădurea Teutoburgică. Rezultatul ei a fost înfrângerea zdrobitoare a trei legiuni romane împreună cu trupele anexe, care erau sub conducerea senatorului roman Publius Quinctilius Varus. Alianța triburilor germane a fost condusă de Arminius (sau Hermann), un prinț al tribului germanic Cherusc. În timpul conflictului militar a fost nimicită o optime din efectivul total al legiunilor romane. Ea a fost o bătălie decisivă, în urma căreia Imperiul Roman a renunțat definitiv la politica de expansiune pe teritoriile triburilor germanice ("Germania") de la est de Rin și nord de Dunăre, granița Imperiului roman rămânând la Rin și Dunăre. Descoperiri noi arheologice au dus la idea că o parte din lupte s-ar fi dus lângă localitatea actuală Bramsche din districtul Osnabrück. În amintirea acestei bătălii a fost ridicat Monumentul lui Hermann.

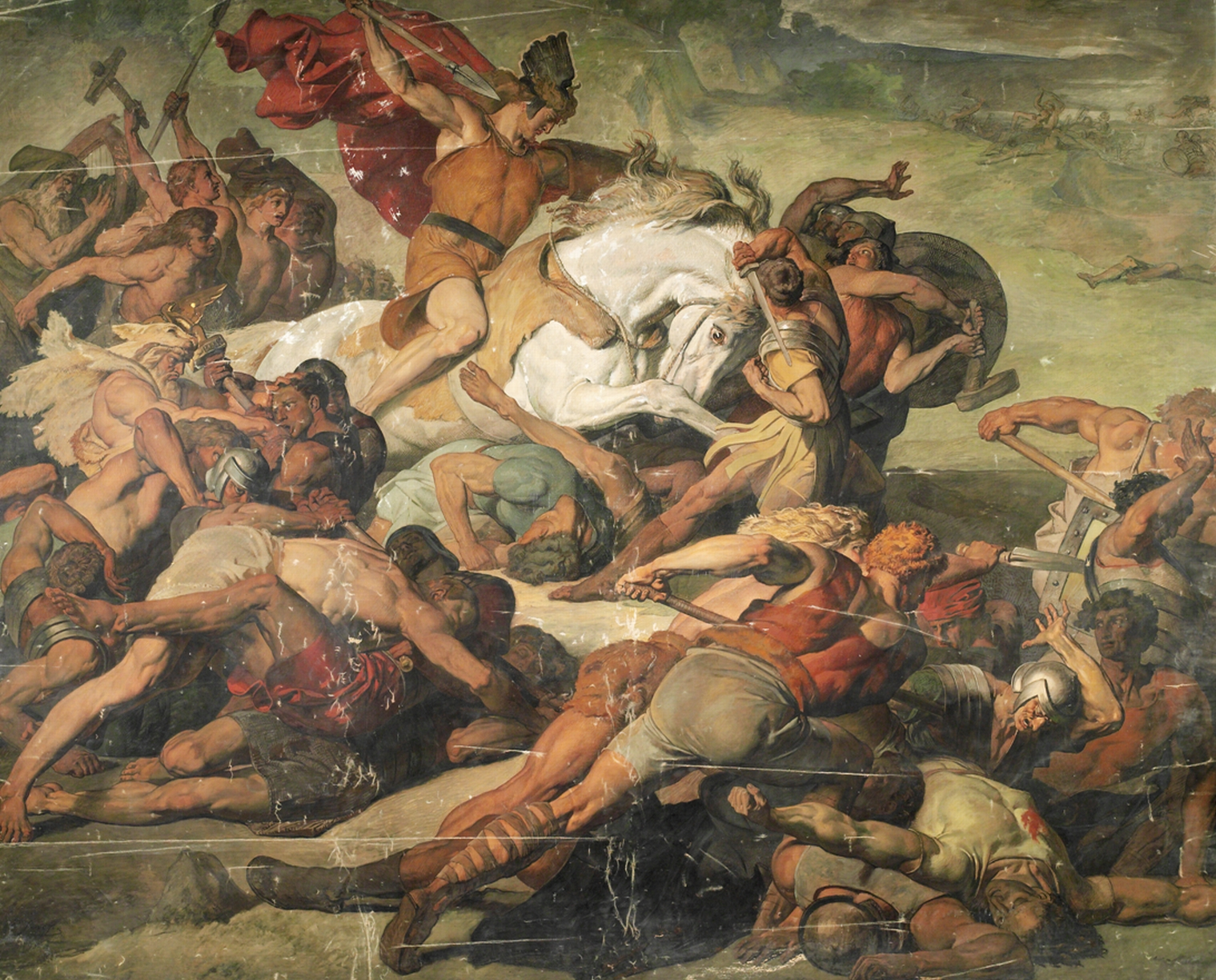
Bătălia din Pădurea Teutoburgică

Unele bătălii hotărâtoare, cum au fost cele de la Hastings sau Waterloo, au avut consecințe imediate și ireversibile. Contemporanii le-au recunoscut caracterul decisiv. Altele au fost considerate decisive de către comentatori mai târziu, deși, la vremea respectivă, efectele lor, deși puternice, nu au fost considerate și ireversibile. Acesta este si cazul infrângerii celor trei legiuni romane conduse de Quintilius Varus la Teutoburger Wald în anul 9 d.Hr.

## Contexul istoric
Cucerirea Galliei de către Iulius Caesar reușise să pacifice popoarele celtice războinice, răspândind beneficiile civilizației romane. La granița nordică a Imperiului Roman – la est de Rin și la nord de Dunăre – trăiau triburi germanice, luptători înverșunați, dar primitivi, care duceau o viață nomadă. Pe măsură ce bogățiile și organizarea Galliei cresc, ea devine țintă tot mai atrăgătoare pentru invadatorii germanici, acest fapt neliniștindu-i pe romani, care prețuiau granițele sigure mai mult decât orice. Își puteau oare ei permite să lase triburile germanice în afara sistemului roman? Împăratul Augustus a hotărât că, deși frontierele de pe Rin și Dunăre erau formidabile, problema triburilor germane se va permanentiza dacă romanii nu încercau pacificarea acestora și împingerea frontierei cu 400 de km spre est, era o hotărâre dramatică. La urma urmei, dacă potențialii invadatori germani erau forțați să se retragă la o distanță atât de mare de Rin, securitatea Galliei era garantată.
Între 15 î.Hr și 6 d.Hr, primul fiu vitreg al lui Augustus, Drusus, și apoi fratele acestuia, Tiberius, întreprind campanii victorioase în vestul teritoriilor locuite de triburile germane. Au existat și insuccese, ca de exemplu revolta cheruscilor din anul 1 î.Hr., dar presiunea romană s-a exercitat continuu, și când Tiberius i-a predat comanda lui Publius Quintilius Varus în anul 6 d.Hr, avea toate motivele să creadă că misiunea principală fusese îndeplinită: triburile germanice fuseseră pacificate. Dar se înșela. Triburile germanice respectau forța, dar au fost tratate cu slăbiciune și prostie. Numirea lui Varus a fost o greșeală teribilă. Înainte fusese guvernatorul Siriei și „era obișnuit mai mult cu viața relaxată de tabără decât cu vicisitudinile serviciului real în timp de război”.
Înrudit cu împăratul Augustus, numirea lui fusese mai mult o afacere de Curte, pentru că de fapt îi lipsea energia pentru a guverna triburile germanice. Greșeala lui majoră a fost că i-a tratat pe germanici ca și cum ar fi fost sclavii Romei și ca și cum ar fi avut o fire la fel de pasivă ca sirienii romanizați, mai sofisticați.
El obține de la germanici puțin aur ca plată a taxelor și slăbește disciplina legiunilor, neglijând instruirea și manevrele. După părerea lui Velleius Paterculus, „când a fost pus la comanda armatei de la Rin, el a crezut că germanicii erau un popor de bărbați doar prin forța membrelor și a vocilor și că ei, care nu puteau fi subjugați cu sabia, vor putea fi făcuți să asculte prin lege”.
Efectivele totale ale armatei romane din Germania se ridicau la cinci legiuni - două staționate la Mogontiacum (Mainz) și trei la Aliso (Haltern). În fața atitudinii aparent pașnice a triburilor, romanii și-au slăbit vigilența. În loc să fie în alertă permanentă, legiunile erau folosite la proiectele de construcții civile, la tăiatul copacilor, construcția podurilor și drumurilor, legionarii fiind însoțiți de soțiile și de copiii lor.

## Bătălia din Pădurea Teutoburgică
În luna septembrie a anului 9, romanii primesc rapoarte despre răscoale minore ale triburilor. Pe drumul către tabăra de iarnă de la Minden, Varus se hotărăște să treacă prin zona unde avuseseră loc tulburările - între râurile Ems și Wezer, în nord-vestul teritoriilor germane – și să restaureze ordinea. Considerând revoltele simple tulburări locale, el nu și-a pus trupele pe picior de război și a permis și familiilor să călătorească împreună cu acestea. De fapt, Varus era gata să cadă în capcana pregătită de Arminius, fiul lui Sigmer, lider al cheruscilor, un „spirit neîmblânzit” care nutrea o ură fanatică împotriva romanilor, deși se arăta prietenos față de ei. Arminius servise în armata romană în Pannonia si Illyria și primise cetățenie romană. Motivele revoltei sale erau parțial personale. Unchiul său, Segestes, un favorit al lui Varus, refuzase să i-o dea lui de soție pe fiica sa Thusnelda, tinerii fiind obligați sa fugă împreună. Ostilitatea dintre unchi și nepot continuase să mocnească chiar și după aceasta și Arminius se hotărâse să-i lovească concomitent și pe unchiul său, și pe romani.

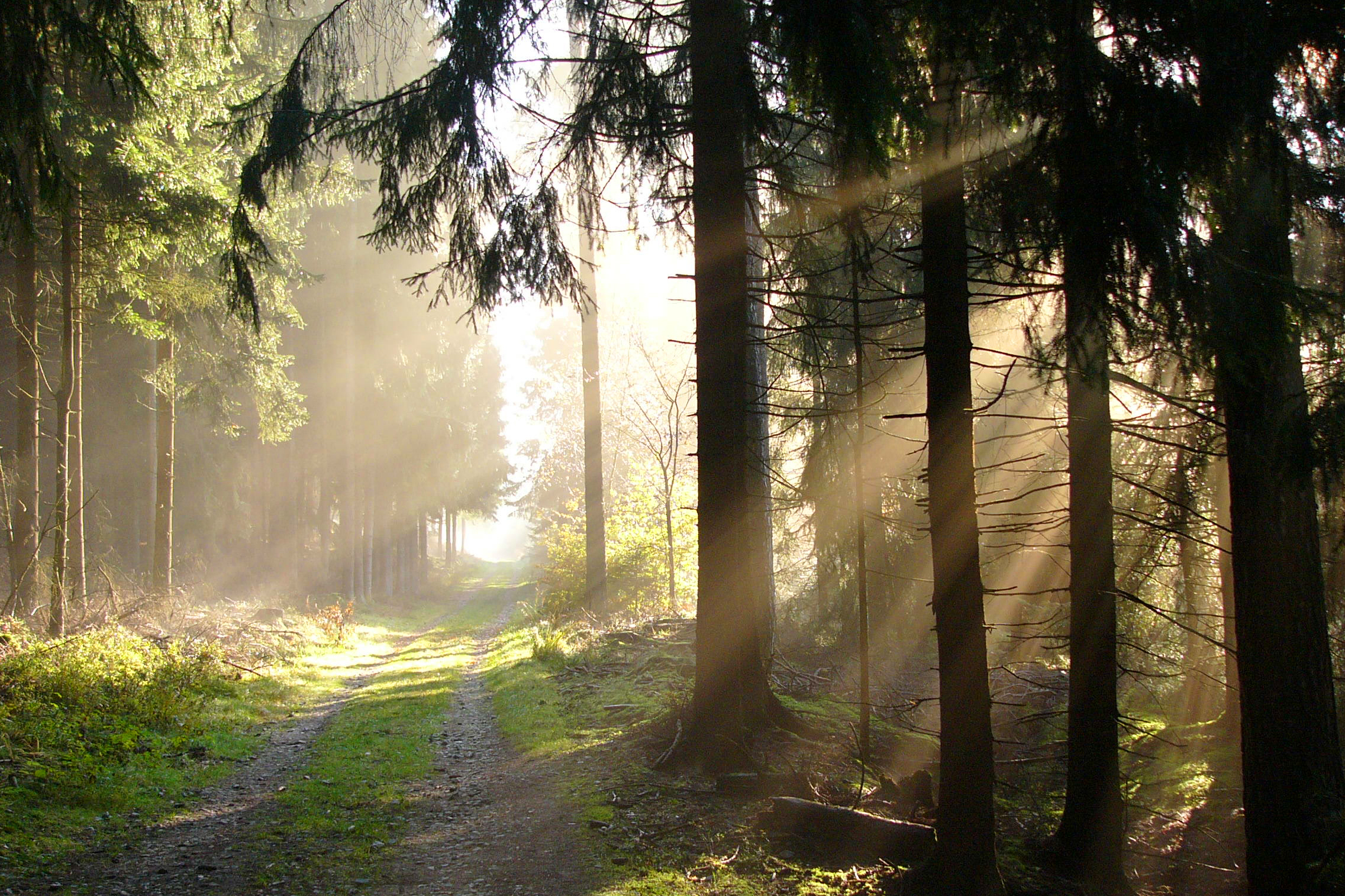

Arminius a înțeles că „nimeni nu cade mai ușor într-o capcană decât comandantul care se simte total în siguranță”, și a pus la cale o răzvrătire minoră pentru ca Varus să trebuiască să facă investigații în legătură cu aceasta, trecând în marș prin teritoriul aliaților cherusci. După ce coloanele romane intrau adânc in pădure, ele urmau să fie atacate de hoardele lui Arminius. Unchiul lui Arminius îi dezvăluise lui Varus planul, dar comandantul roman, cunoscând aversiunea dintre cei doi, neglijase să cerceteze acuzațiile.
La începutul toamnei, Varus pornește cu trei legiuni – a XVII-a, a XVIII-a și a XIX-a – și o coloană lungă de căruțe cu bagaje și vivandiere. Surprinzător, el este însoțit de Arminius și o escortă de cherusci, probabil pentru a risipi orice temeri ale romanilor legate de loialitatea sa. Totul a mers bine, până când, în Pădurea Teutoburger, Arminius și oamenii săi au dispărut. Sosesc apoi știri din capul coloanei că grupuri mici de soldați fuseseră atacați. Printre mlaștinile și potecile înșelătoare din pădure, Varus se afla acum într-o situație disperată. Și pentru a o complica și mai mult, o furtună ivită din senin transformă toate potecile în mocirlă, iar vântul puternic rupe ramurile stejarilor, care cad peste ostași. Probabil că întunericul și atmosfera sumbră i-au descurajat și mai mult pe romani.

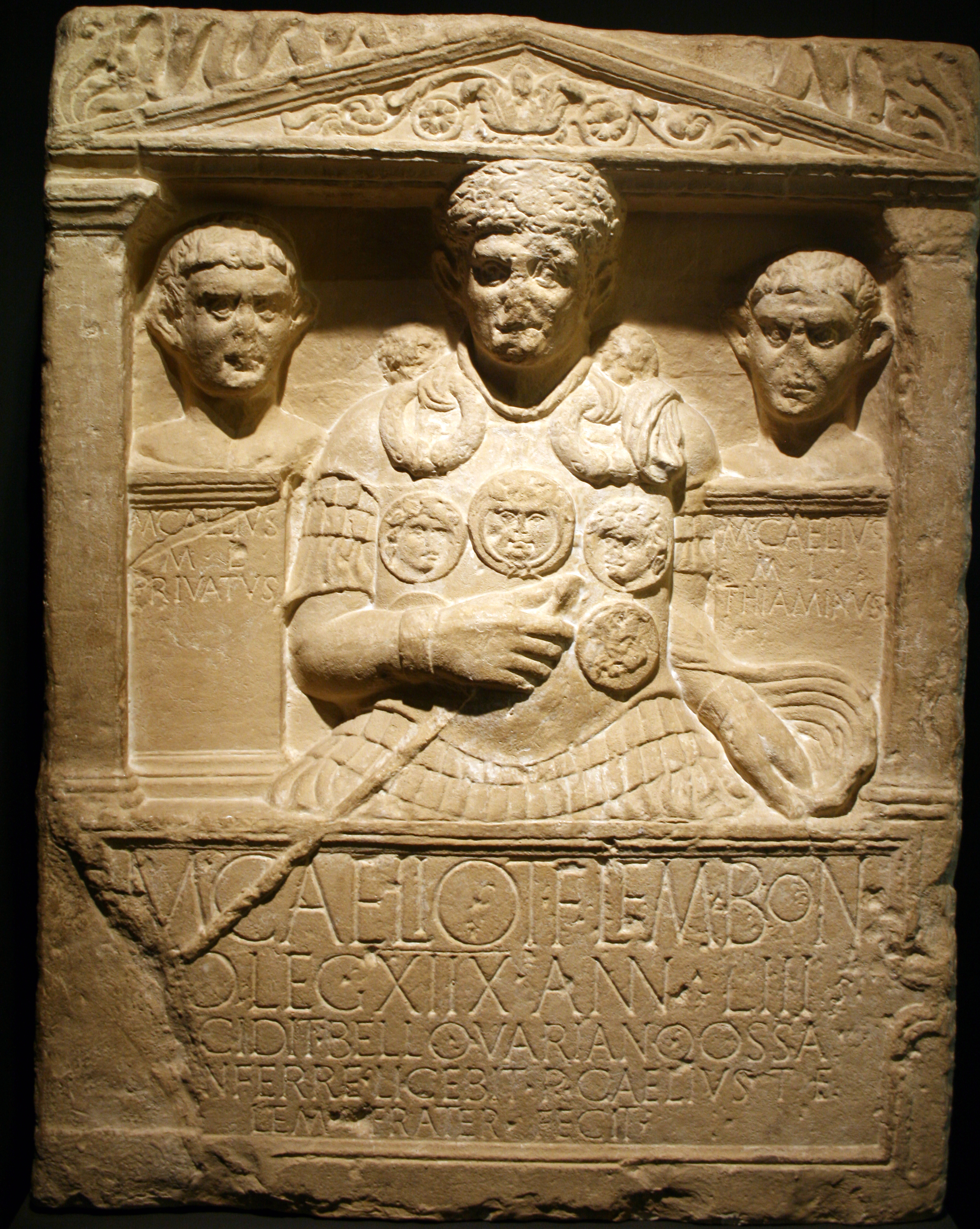
Epitaful lui Marcus Caelius

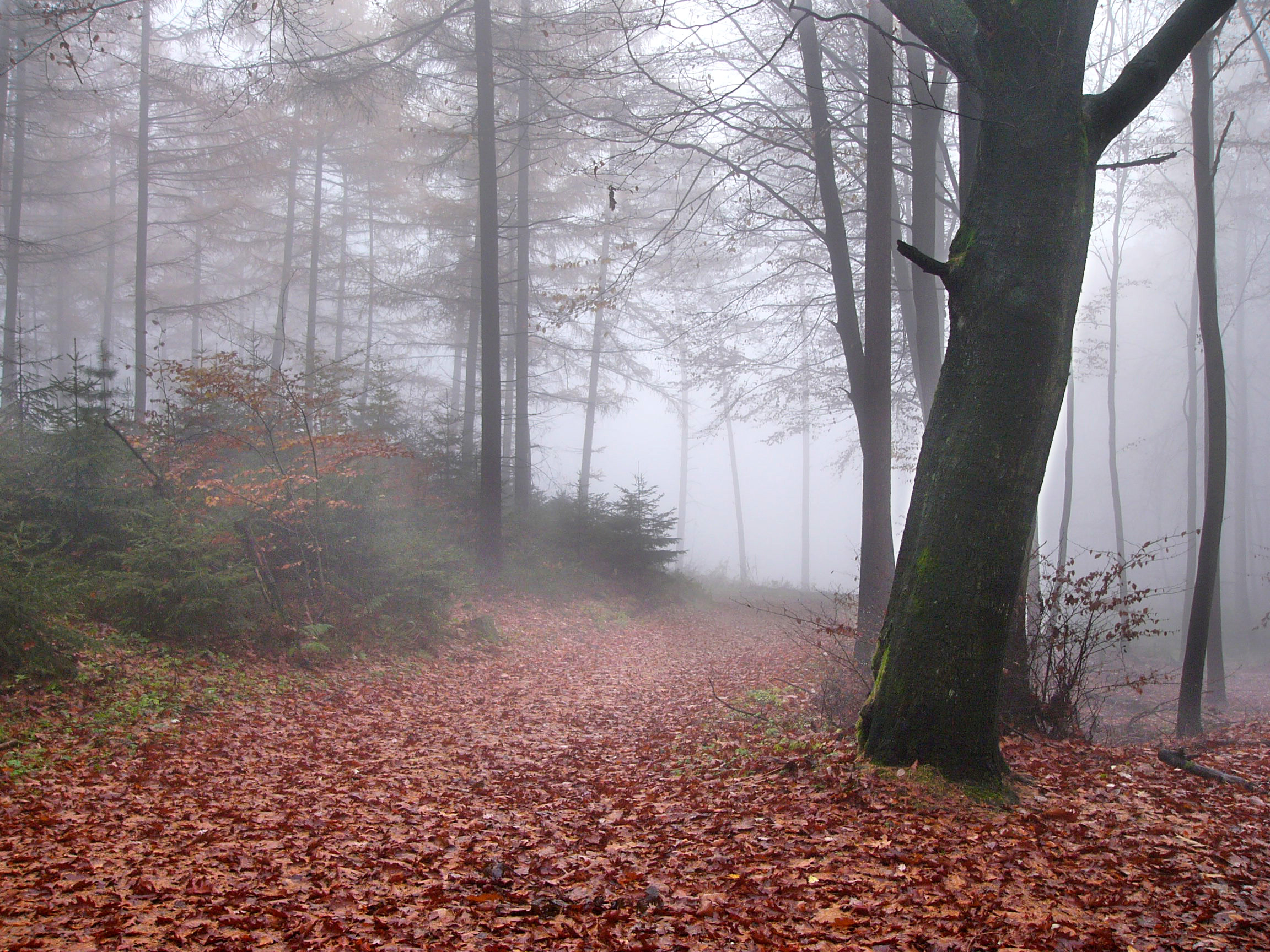

Brusc, cheruscii și aliații lor atacă pe neașteptate cu lănci pe aproape întreaga lungime a coloanei romane. Pentru că legionarii nu puteau să se desfășoare, lupta se transformă într-un angajament haotic, corp la corp, în care romanii nu-și pot folosi tactica superioară. După ce respinge primele valuri germanice, Varus își construiește o tabără fortificată și dă foc căruțelor, devenite inutile în condițiile de umiditate excesivă. Romanii trebuiau să facă față a doua zi atacurilor succesive ale germanicilor, dar ploaia teribilă face arcurile inutile si îmbibă cu apă scuturile legionarilor care devin prea grele pentru a putea fi purtate. Auxiliarii romani - mulți dintre ei germanici - dezertează, iar Arminius, întrezărind victoria, se apropie pentru a începe măcelul. Temându-se să nu fie prinși, Varus și ofițerii superiori se sinucid, și doar câteva contingente de cavalerie, conduse de Vala Numonis, reușesc să-și asigure prin luptă grea drumul spre libertate. Două dintre legiuni își pierd vulturii și grosul coloanei romane - probabil 20.000 de soldați, femei și copii – este fie măcelărit, fie capturat pentru a fi sacrificat zeilor germani în dumbrăvile sacre de stejari. Urmele înfiorătoare ale acestor sacrificii - soldați crucificați, fierți sau arși de vii în cuști de răchită - au fost găsite ulterior de Germanicus, nepotul împăratului Augustus, stârnind oroarea chiar și celor mai duri soldați romani mult timp după aceea. Tacitus scrie despre membre de cai și oameni, cranii și oase bătute în cuie de trunchiurile stejarilor. Teribilul carnagiu din Pădurea Teutoburger este amintit și azi în toponimele din zonele învecinate: „das Winnefeld” (Câmpul Victoriei); „die Knochenbahn” (Aleea Oaselor); „die Knockenleke” (Pârâul Oaselor); „der Mordkessel” (Depresiunea Măcelului).

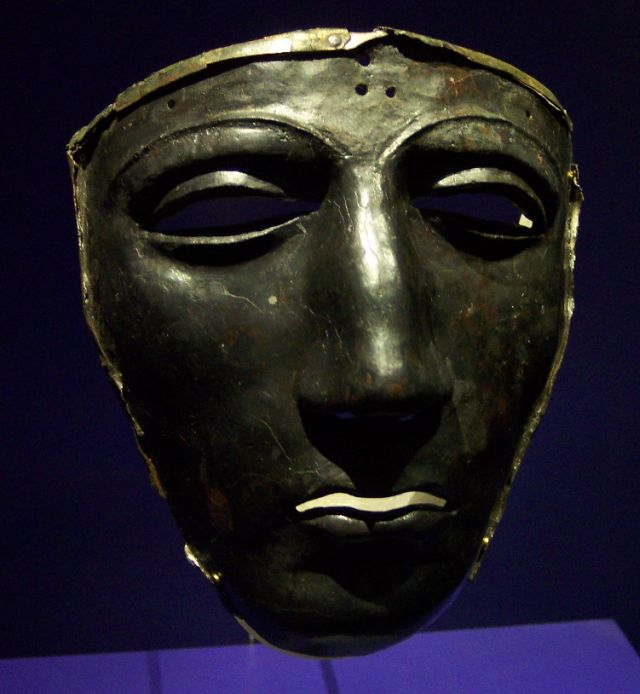
Mască funerară

## Consecințe

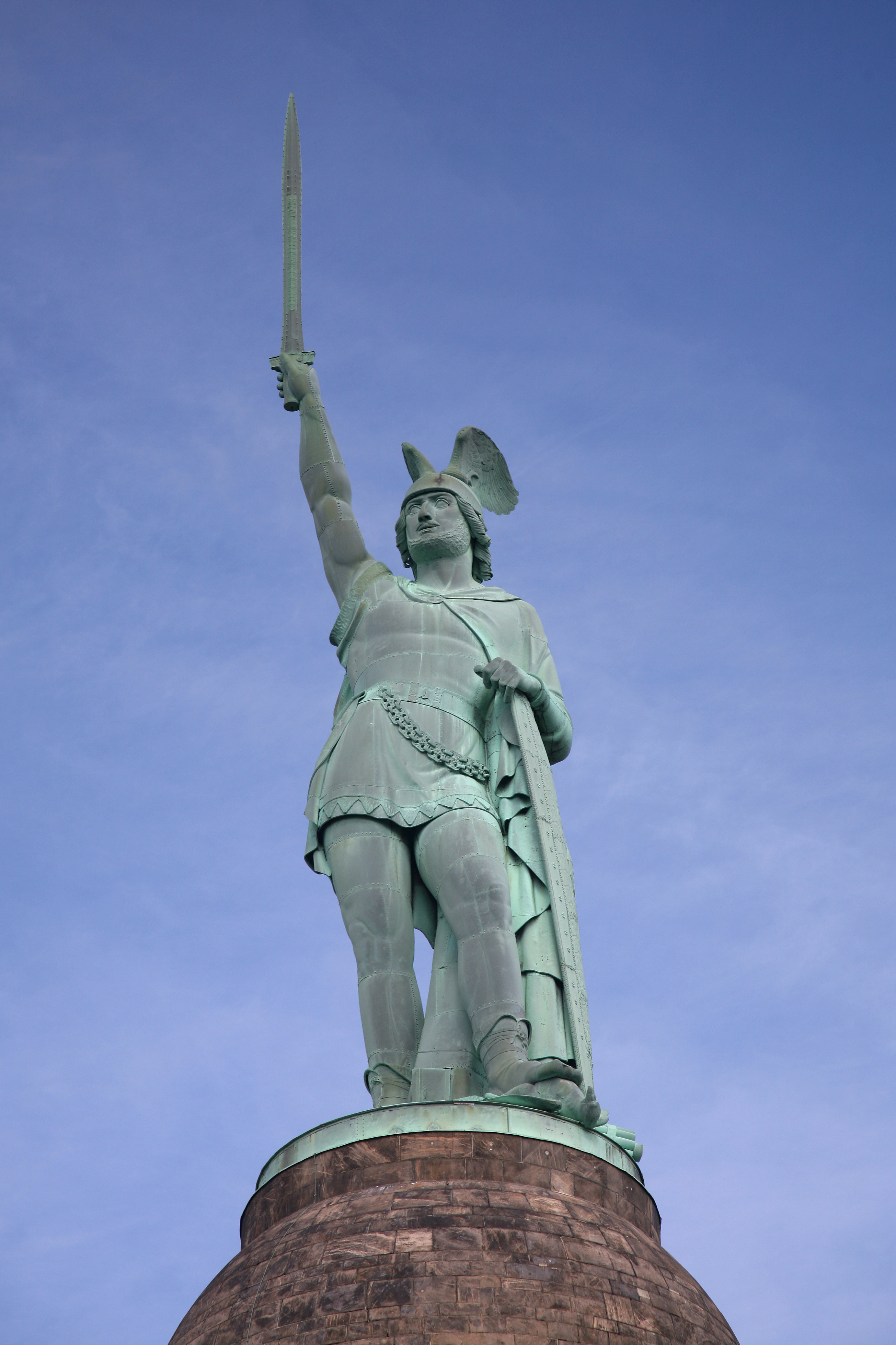
Monumentul lui Hermann

În Roma, semnele erau rău-prevestitoare. Templul lui Marte este lovit de un fulger, iar o statuie a Victoriei care se afla în provincia Germania cu fața spre teritoriul inamic se întoarce spre Italia. Când Augustus a aflat despre dezastru, a intrat în panică, așteptându-se în orice moment să-i vadă pe germanici mărșăluind prin Forum. Suetonius nota că, din momentul în care i s-a comunicat știrea, Augustus a fost deseori auzit spunând: „Quintilius Varus, dă-mi înapoi legiunile”. Mai târziu, mai obișnuiți cu înfrângerile, romanii vor adopta o atitudine mai rațională în fața unor asemenea dezastre. Dar nu a durat mult până când Germanicus s-a întors la Rin pedepsind triburile germanice. Situația se schimbase însă. Din cauza neglijenței și a prostiei lui Quintilius Varus, Roma nu și-a putut restabili niciodată prestigiul la nord de Rin, care va rămâne frontiera de nord a imperiului, dar una nesigură.
Victoria lui Arminius a fost mult timp celebrată de școlarii germani ca prima mare victorie a națiunii germane. În timp ce Gallia a fost complet romanizată, iar Britania parțial, Germania nu a suferit influența romană. Dacă Varus nu ar fi fost înfrânt și dacă Augustus nu ar fi renunțat la planul său de a împinge granița germană la nord de Elba, Germania care s-ar fi creat ar fi fost total diferită. Raidurile anglo-saxone în Britania romană nu ar fi avut loc și nici Anglia nu ar fi existat. Și ar fi cedat oare Roma în fața valurilor de invadatori germanici în secolele al IV-lea și al V-lea, dacă aceștia ar fi avut experiența guvernării și civilizației romane pe o perioadă tot atât de lungă ca și cetățenii Galliei? Urmările acestei bătălii sunt numeroase și importante, greu de analizat.

## Tactici

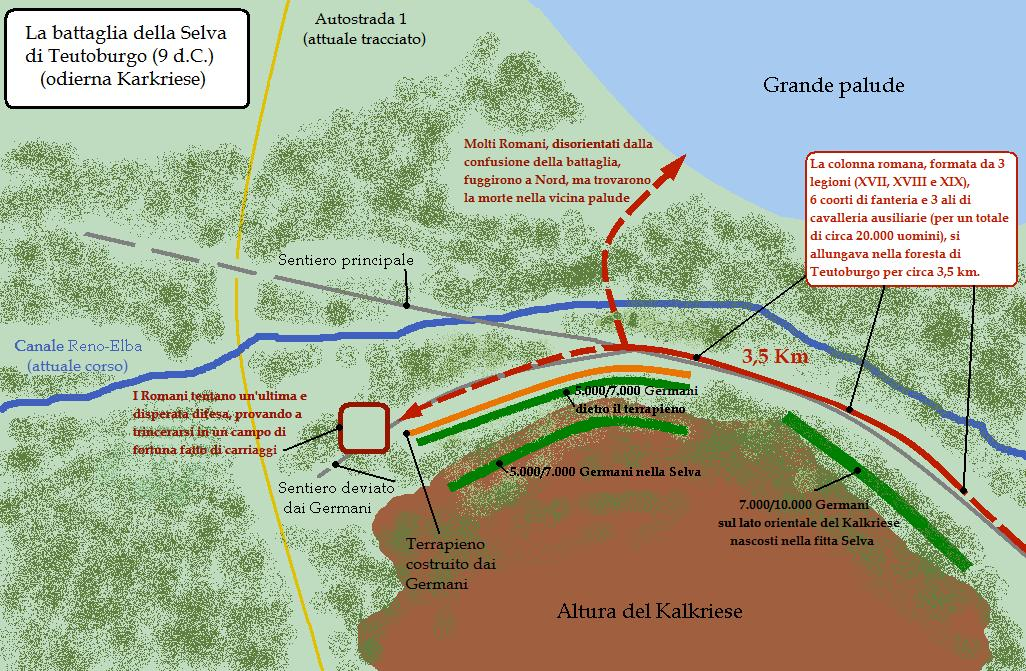